# Campeón de Campeones 2017-18
La copa Campeón de Campeones 2017-18 fue la edición XLVI del Campeón de Campeones. Esta edición fue disputada por los campeones de la Liga Bancomer MX correspondientes al Apertura 2017: Tigres y Clausura 2018: Santos Laguna.
Tigres goleó 4-0 a Santos y consiguió su tercer título consecutivo del Campeón de Campeones, además de ganar el derecho a disputar la edición inaugural de la Campeones Cup en contra del Toronto FC, campeón de la Copa MLS 2017.

## Sistema de competición
Disputarán la copa Campeón de Campeones 2017-18 los campeones de los torneos Apertura 2017 y Clausura 2018.
El Club vencedor del Campeón de Campeones será aquel que en el partido anote el mayor número de goles. Si al término del tiempo reglamentario el partido está empatado, se procederá a lanzar tiros penales, hasta que resulte un vencedor.

## Información de los equipos
| Equipo | Entrenador       | Estadio       | Ciudad                               | Patrocinador | Kit    |
| ------ | ---------------- | ------------- | ------------------------------------ | ------------ | ------ |
| Tigres | Ricardo Ferretti | Universitario | San Nicolás de los Garza, Nuevo León | Cemex        | Adidas |
| Santos | Robert Siboldi   | Corona        | Torreón, Coahuila de Zaragoza        | Soriana      | Charly |

## Partido

### Tigres-Santos
| 15 de julio de 2018, 20:15 (UTC-7) | Tigres                                                | 4:0 (2:0) | Santos | StubHub Center, Los Ángeles                                   |                                                               |
| | Pizarro 41' · Aquino 44' · Zelarayán 67' · Gignac 73' | Reporte   |        | Asistencia: 13 917 espectadores Árbitro(s): Fernando Guerrero | Asistencia: 13 917 espectadores Árbitro(s): Fernando Guerrero |
| Tigres Campeón de Campeones 2017-18 (4:0). André-Pierre Gignac se convirtió en el segundo mayor goleador de Tigres al marcarle a Santos Laguna e igualando a Walter Gaitán con 80 goles. |                                                       |           |        |                                                               |                                                               |

#### Ficha
| Campeón de Campeones 2017-18      |
| --------------------------------- |
|                                   |
| Tigres                            |
| 3° Título                         |
| Clasifica a la Campeones Cup 2018 |